# Raymond Besse
Raymond Besse (n. 26 decembrie 1899, Niort, Poitou-Charentes, Franța – d. 5 martie 1969, Candé-sur-Beuvron, Centre, Franța)  a fost un artist francez.

## Biografie
Raymond Besse s-a născut la Niort, Deux-Sèvres, la 26 decembrie 1899. Și-a petrecut copilăria în provincia Berry din Franța.
Raymond Besse a sosit la Paris în 1916. A expus pentru prima dată la Salon des Indépendants⁠(d) în 1923. A continuat apoi să își expună lucrările în multe alte expoziții și saloane, printre care Salon d'Automne⁠(d). Subiectul preferat al lui Raymond Besse a fost Parisul. Îi plăcea să ilustreze viața din capitală și din împrejurimi, în special în zonele nordice din Saint-Ouen, Montmartre, Clichy și din jurul Canalului Saint-Martin.
Temele abordate de Raymond Besse despre cartierele din Paris, asociate cu vremea mohorâtă și înzăpezită, fac ca operele sale de artă să fie adesea întunecate și triste și, prin urmare, să fie ignorate de mulți. Aceste picturi oferă o imagine perfectă a vieții din suburbiile Parisului în prima parte a secolului al XX-lea, departe de imaginile idilice și colorate lăsate de artiști precum Édouard Cortès⁠(d) (1882–1969), Antoine Blanchard⁠(d) (1910–1988) și Eugène Galien-Laloue⁠(d) (1854–1941).
Artistul a pictat, de asemenea, multe lucrări despre Normandia, satele din zona Yonne și peisajele din jurul Moret-sur-Loing⁠(d). Raymond Besse s-a mutat în cele din urmă în zona Loarei la sfârșitul vieții sale și a murit în Candé-sur-Beuvron, Loir-et-Cher, pe 5 martie 1969.